# Lupșa de Sus
Lupșa de Sus – wieś w Rumunii, w okręgu Mehedinți, w gminie Broșteni. W 2011 roku liczyła 487 mieszkańców.